# 가미야쿠정
가미야쿠정(일본어: 上屋久町)은 일본 가고시마현 야쿠시마섬의 북반부와 구치노에라부섬에 있던 정으로, 구마게군에 속했다. 
2007년 10월 1일에 야쿠정과 합병해 야쿠시마정이 되었다.

## 지리
야쿠시마 섬의 북쪽 절반과 구치노에라부섬을 행정구역으로 구성되어 있다. 중심 취락은 야쿠시마 북단의 미야노우라 지구

## 역사
- 1889년 4월 1일 - 정촌제 시행에 수반해 고무군 가미야쿠촌이 성립하였다.
- 1896년 3월 29일 - 구마게군에 소속되었다.
- 1958년 4월 1일 - 정으로 승격해 가미야쿠정이 성립하였다.
- 2007년 10월 1일 - 야쿠정과 합병해 야쿠시마정이 되었다.

## 교통

### 공항
- 야쿠시마 공항

### 항로
가고시마항에서 가고시마시와 야쿠섬을 경유하는 배편이 있다.

## 참고 문헌
- 角川日本地名大辞典編纂委員会,『角川日本地名大辞典 鹿児島県』1983, 角川書店